# Osees
|  | Per a altres significats, vegeu «Llibre d'Osees». |

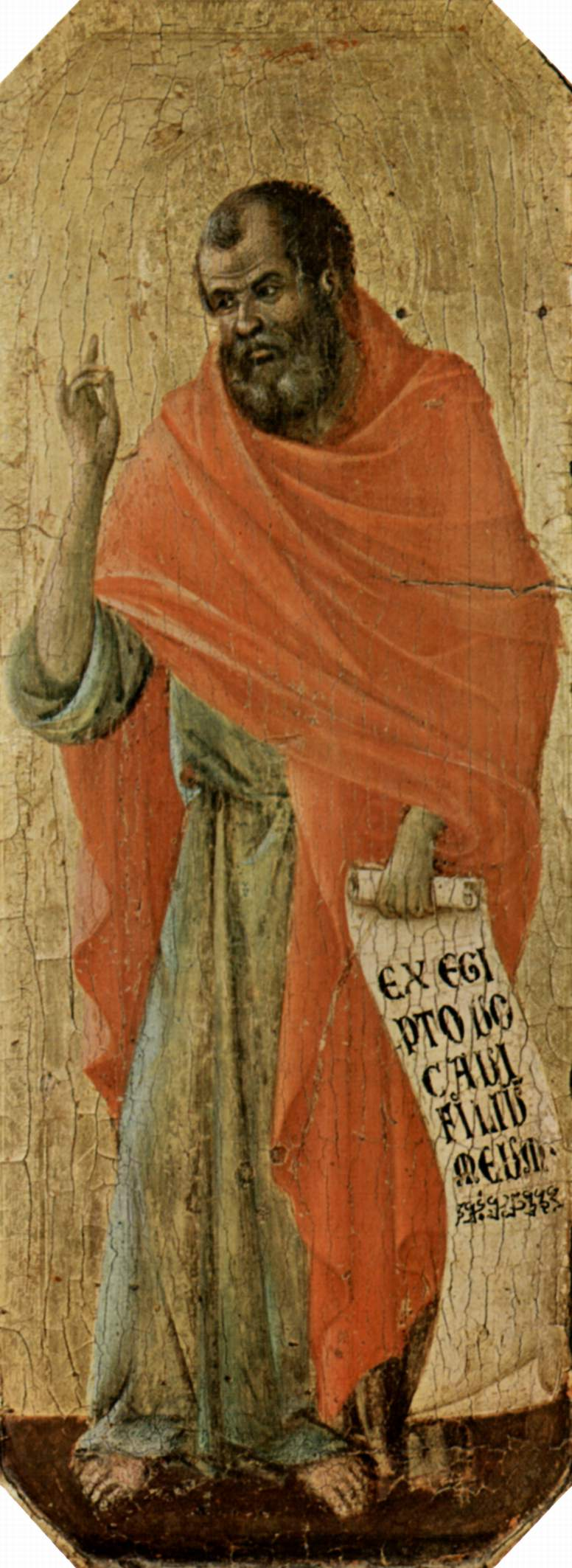
El profeta Osees, pintat per Duccio di Buoninsegna a la Catedral de Siena (c. 1309-1311)

A la Bíblia Hebrea, Osees (en hebreu הוֹשֵׁעַ) fill de Beeri, era un profeta del segle vii aC a Israel i autor del Llibre d'Osees que inclou les seves profecies. És un dels dotze profetes de la Bíblia hebrea jueva, anomenats els profetes menors a l'Antic Testament cristià.
Sembla que va exercir de sacerdot i profeta en algun santuari de Samaria, abans que la ciutat fos conquerida per Sargon II, cap al 721 aC. Per la seva manera d'expressar-se es creu que va ser educat en una escola sapiencial. Osees és sovint vist com un "profeta de la destrucció", però per sota del seu missatge de destrucció és una promesa de la restauració. Es caracteritza per les seves profecies contra la cort del rei i contra totes les estructures de l'estat (culte del Temple, sacerdoci, etc.). Per a Osees l'època dorada d'Israel va ser la del desert, quan no hi havia reis ni funcionaris de palau, ni sacerdots. Al Talmud (Pesaixim 87a) s'afirma que va ser el profeta més gran de la seva generació. El període del ministeri d'Osees es va estendre una seixantena d'anys i fou l'únic profeta d'Israel del seu temps que va deixar profecies escrites. Una atrevida expressió, "esperit de prostitució", que aplica al regne d'Israel, pot haver tingut l'origen en l'experiència personal del profeta, ja que Osees estimava una dona, Gomer, devota dels cultes de Baal i Astarté, i segurament prostituta sagrada d'aquestes divinitats. El nom "Osees", significa "salvació", o "ell salva", o "ell ajuda". Podria ser una contracció d'una forma més gran dels quals en formaren el nom diví (YHWH), així com per significar "YHWH ajuda".
D'acord amb a la Bíblia Nombres 13:8, 13:16 Osees era també el nom que tenia de Josuè, fill de Nun, abans que Moisès li posés el nom teòfor Yehoshua, "Jehovà és salvació"